# Ocellularia roseotecta
Ocellularia roseotecta är en lavart som beskrevs av Homchantara & Coppins. Ocellularia roseotecta ingår i släktet Ocellularia och familjen Graphidaceae.   Inga underarter finns listade i Catalogue of Life.